# AVLIS
Odvajanje izotopa laserom atomske pare, ili AVLIS, je metoda kojom se posebno podešeni laseri koriste za razdvajanje izotopa uranijuma korišćenjem selektivne jonizacije hiperfinih prelaza. Slična tehnologija, koja koristi molekule umesto atoma, je molekularno lasersko odvajanje izotopa (MLIS).
Prirodni uranijum se sastoji od velike mase od 238U i mnogo manje mase fisivnog 235U. Tradicionalno, 235U se odvaja od mase rastvaranjem u kiselini da bi se proizveo uranijum heksafluorid, a zatim koriste gasne centrifuge za odvajanje izotopa. Svaki put kroz centrifugu „obogaćuje“ količinu 235U i za sobom ostavlja osiromašeni uranijum. Nasuprot tome, AVLIS proizvodi mnogo veće obogaćivanje u jednom koraku bez potrebe da se meša sa kiselinom. Ova tehnologija bi, u principu, mogla da se koristi i za odvajanje izotopa drugih elemenata, ali je to neekonomično za većinu elemenata van specijalizovanih aplikacija sa sadašnjim tehnologijama koje nisu zasnovane na laseru.
Pošto proces ne zahteva da se sirovina hemijski obradi pre obogaćivanja, takođe je pogodan za upotrebu na korišćenom nuklearnom gorivu iz reaktora na laku vodu i drugim nuklearnim otpadom. Trenutno ekstrahovanje 235
U iz tih izvora je ekonomično samo do izvesnog stepena, ostavljajući tone 235
U još uvek sadržanog u otpadnim proizvodima. AVLIS može ponuditi ekonomičan način za preradu čak i goriva koje je prošlo jedan ciklus prerade koristeći postojeće metode.
Zbog mogućnosti postizanja mnogo većeg obogaćivanja sa mnogo nižim energetskim potrebama u odnosu na konvencionalne metode obogaćivanja uranijuma zasnovane na centrifugama, AVLIS predstavlja potencijalni problem zbog nuklearne proliferacije. Do danas nije poznato da je u upotrebi komercijalna proizvodna linija AVLIS-a.

## Spoljašnje veze
- USEC News Release Cancelling AVLIS
- Report on Iranian AVLIS program
- Oxford Research Group report on Iran's nuclear activities.
- Laser isotope separation uranium enrichment
- Overview of Uranium Atomic Vapor Laser Isotope Separation R.M. Feinburg and R.S. Hargrove.  UCRL-ID-114671 August 1993.
- Laser Isotope Separation page at LLNL
- Pakistani Laser Isotope Separation Related Research